# Gilbert Burki
Pour les articles homonymes, voir Burki.
Gilbert Burki, né le 12 juillet 1945, est un astronome suisse.

## Biographie
Après des études universitaires en physique et astronomie à Genève, Gilbert Burki devient professeur ordinaire en 1991 à l'Université de Genève, puis directeur de l'Observatoire de l'Université de Genève de 2004 à 2010. Il a présidé le Conseil de fondation de l'Observatoire FXB à St-Luc en Suisse de 2011 à 2013.
Ses domaines de recherche sont la physique stellaire, la photométrie et l'étude des objets variables dans l'Univers. Il s'est aussi beaucoup consacré aux contacts des scientifiques avec le public, en donnant en particulier un cours ouvert au public de 1991 à 2004.
Gilbert Burki a en particulier été Vice-Président de la Commission de Recherche de l'Université de Genève (2002-2010), membre de la Commission Fédérale suisse des Affaires Spatiales (2007-2011), membre du Comité de la Fondation des Stations de Haute Altitude du Jungfraujoch et du Gornergrat (1993-2010) et membre du Scientific and Technical Committee de l'European Southern Observatory (1998-2002).
Au sein de l'Union Astronomique Internationale, il a été Président de la Commission Vitesses Radiales (1991-1994) et membre des Commissions Photométrie et Etoiles Variables.
Il est l'auteur des livres: 
Panorama d'astronomie contemporaine : du Big Bang aux exoplanètes (2020, Editions Ellipses).
Du nez de Cléopâtre à la rétine de Galilée : le fabuleux voyage d'un atome de carbone (2021, Editions Baudelaire).
Que raconte le ciel étoilé? : parcours en images et réponses simples (2022, Editions Ellipses).